# هاوية (مسلسل)
هاوية هو مسلسل كوري جنوبي من بطولة أن هيوسوب وبارك بو يونغ تم عرضه على قناة تي في إن ونتفليكس في الفترة بين 6 مايو حتى 25 يونيو 2019.

## روابط خارجية
هاوية على موقع IMDb (الإنجليزية)
- هاوية على موقع روتن توميتوز (الإنجليزية)
- هاوية على موقع نتفليكس (الإنجليزية)
- هاوية على موقع فيلمافينيتي (الإسبانية)
- هاوية على موقع كينوبويسك (الروسية)
- هاوية على موقع ألو سيني (الفرنسية)
- هاوية على موقع قاعدة بيانات الفيلم (الإنجليزية)